# Фаньойнш
Фаньойнш (порт. Fanhões; МФА: [fɐ.ˈɲõjʃ]) — парафія в Португалії, у муніципалітеті Лореш. Розташована в західній частині країни, на теренах історичної португальської провінції Ештремадура. Входить до складу округу Лісабон. За адміністративним поділом, чинним до 1976 року, терени парафії були складовою провінції Ештремадура. Належить до Лісабонського патріархату Католицької церкви. Патрон — святий Сатурній. Площа — 11,6291 км². Населення — 2801 ос. (2011). Сильно урбанізований регіон. Густота населення — 240,86 осіб/км²
. Код — 110705.

## Населення
| Кількість мешканців | Кількість мешканців | Кількість мешканців | Кількість мешканців | Кількість мешканців | Кількість мешканців | Кількість мешканців | Кількість мешканців | Кількість мешканців | Кількість мешканців | Кількість мешканців | Кількість мешканців | Кількість мешканців | Кількість мешканців | Кількість мешканців |
| ------------------- | ------------------- | ------------------- | ------------------- | ------------------- | ------------------- | ------------------- | ------------------- | ------------------- | ------------------- | ------------------- | ------------------- | ------------------- | ------------------- | ------------------- |
| 1864                | 1878                | 1890                | 1900                | 1911                | 1920                | 1930                | 1940                | 1950                | 1960                | 1970                | 1981                | 1991                | 2001                | 2011                |
| 1 402               | 1 634               | 1 901               | 1 840               | 1 745               | 1 661               | 1 687               | 1 759               | 1 976               | 1 865               | 2 134               | 2 559               | 2 690               | 2 698               | 2 801               |